# El Mechira
El Mechira (em árabe: المشيرة) é uma cidade e comuna localizada na província de Mila, Argélia. Segundo o censo de 2008, a população total da cidade era de 12 908 habitantes.